# Резервное копирование

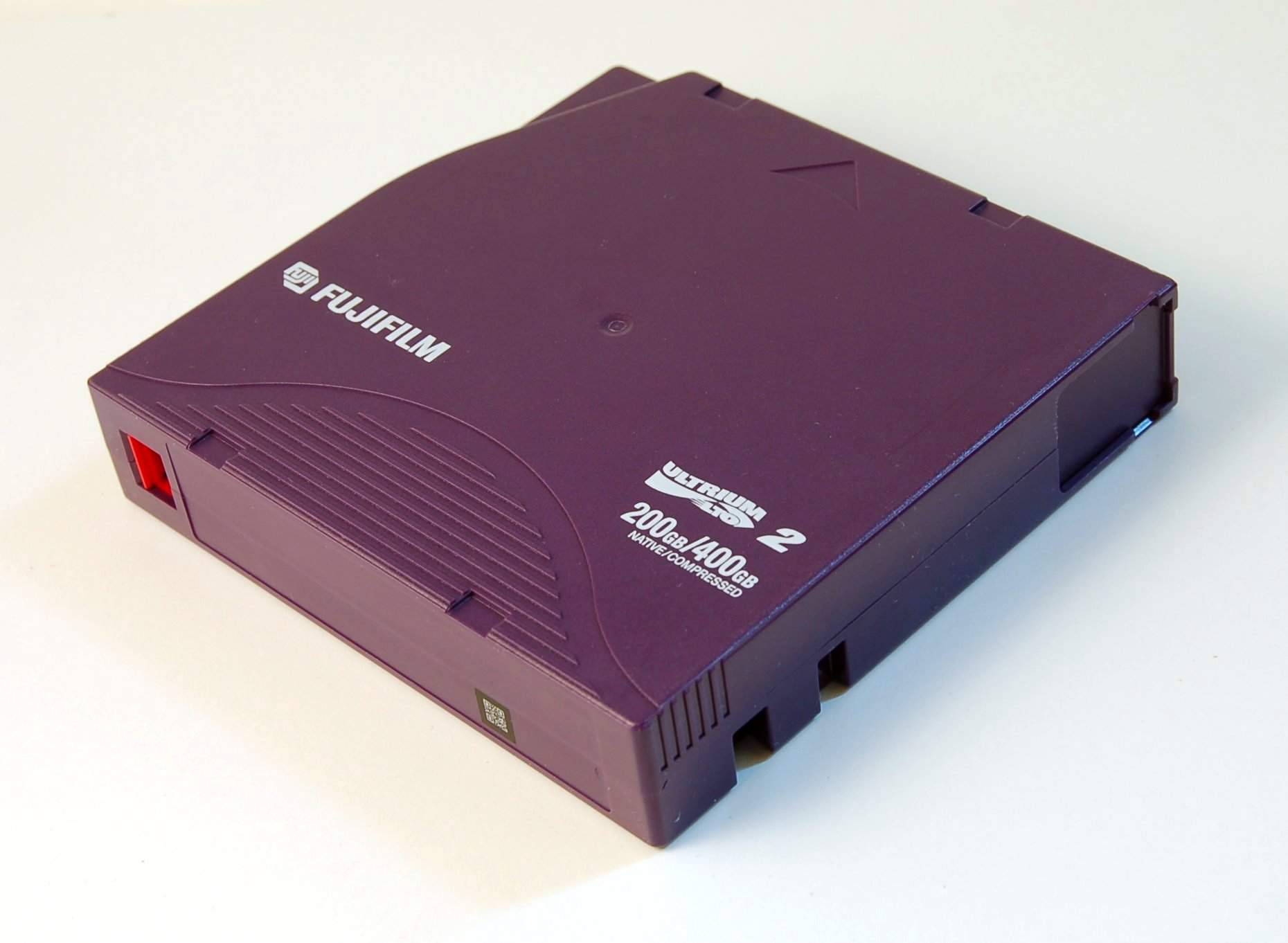
Картридж для стримера формата LTO — пример носителя для резервной копии.

Резервное копирование, бэкап (англ. backup copy, backup) — процедура или операция создания копии данных, размещённой отдельно от оригинала, обычно на отдельных носителях информации (резервной копии).
Резервная копия предназначается для предотвращения безвозвратной потери данных. При наличии резервной копии повреждённые или уничтоженные данные можно восстановить из неё в исходном виде на момент создания резервной копии.

## Задачи резервного копирования
Резервное копирование нужно для обеспечения сохранности данных (цифровой информации):
- при сбое или поломке оборудования;
- в случае ошибок в работе программного обеспечения;
- из-за случайного или преднамеренного удаления информации;
- в других непредвиденных ситуациях.

Резервное копирование позволяет быстро восстановить данные, что критически важно для бесперебойной работы предприятий и сокращения ими издержек.

## Критерии резервного копирования
При планировании резервного копирования обычно используются два критерия: показатель точки восстановления, описывающий ситуацию до момента потери данных, и показатель времени восстановления, характеризующий время работы после события с потерей данных. Эти показатели могут сильно зависеть друг от друга или могут быть связаны слабо в зависимости от рисков бизнеса при потере данных и затрат на их восстановление.

### Показатель точки восстановления
Показатель точки восстановления или целевая точка восстановления (англ. Recovery Point Objective, RPO) описывает максимальное время с момента резервного копирования до момента наступления разрушительного события, это тот период времени, потеря данных за который является допустимой.
От RPO зависит частота резервного копирования, которая напрямую влияет на затраты на его организацию. Например, банки и другие финансовые организации, которые непрерывно проводят транзакции, вынуждены использовать непрерывное резервное копирование (зеркалирование данных), требующее самых высоких затрат на его реализацию среди всех методов резервного копирования.
При расчёте RPO учитываются:
- масштаб потерь в случае аварии данных;
- вероятность аварии с данными;
- насколько активно набор данных используется в бизнес-процессах;
- затраты на резервное копирование с выбранным RPO;
- уже имеющиеся правила хранения данных.

### Показатель времени восстановления
Показатель времени восстановления, целевое время восстановления (англ. Recovery Time Objective, RTO) определяет время с момента наступления разрушительного для данных события до момента восстановления работоспособности.
RTO означает время простоя с момента сбоя (повреждения данных) до момента полного восстановления работоспособности, когда информационная система протестирована и запущена в эксплуатацию.
Уменьшение RTO меньше некоторого значения может потребовать значительного увеличения затрат на систему резервного копирования и восстановления данных.
При расчёте RTO нужно учитывать, что процедура восстановления начинается после обнаружения инцидента, а не сразу при его возникновении. Для уменьшения этой задержки должна работать надёжная система мониторинга, в которой настроены оповещения, а технический персонал должен уметь оперативно реагировать на её сообщения.
RTO рассчитывается, исходя из:
- размера ущерба в случае потери информационной системы;
- затрат или потерь при простое системы;
- времени предполагаемого простоя;
- наличия и характера уязвимостей системы;
- уже реализованных защитных мер;
- потенциальных угроз.

## Виды резервного копирования
Существует несколько видов резервного копирования.
Резервное копирование методом ротации включает три стадии:
- полное резервное копирование (англ. Full backup);
- дифференциальное резервное копирование (англ. Differential backup);
- инкрементное резервное копирование (англ. Incremental backup);

### Полное резервное копирование
Полное копирование обычно затрагивает всю систему и все файлы. Еженедельное, ежемесячное и ежеквартальное резервное копирование подразумевает создание полной копии всех данных. Обычно оно выполняется тогда, когда копирование большого объёма данных не влияет на работу организации. Для предотвращения большого объёма использованных ресурсов используют алгоритмы сжатия, а также сочетание этого вида с другими: дифференциальным или инкрементным. Полное резервное копирование незаменимо в случае, когда нужно подготовить резервную копию для быстрого восстановления системы с нуля.

### Дифференциальное резервное копирование
При дифференциальном («разностном») резервном копировании каждый файл, который был изменён с момента последнего полного резервного копирования, копируется каждый раз заново. Дифференциальное копирование ускоряет процесс восстановления. Все копии файлов делаются в определённые моменты времени, что, например, важно при заражении вирусами.

### Инкрементное резервное копирование
При добавочном («инкрементном») резервном копировании происходит копирование только тех файлов, которые были изменены с тех пор, как в последний раз выполнялось полное или добавочное резервное копирование. Последующее инкрементное резервное копирование добавляет только файлы, которые были изменены с момента предыдущего. Инкрементное резервное копирование занимает меньше времени, так как копируется меньшее количество файлов. Однако процесс восстановления данных занимает больше времени, так как должны быть восстановлены данные последнего полного резервного копирования, а также данные всех последующих инкрементных резервных копирований. В отличие от дифференциального копирования, изменившиеся или новые файлы не замещают старые, а добавляются на носитель независимо.

### Клонирование
Клонирование позволяет скопировать целый раздел или носитель (устройство) со всеми файлами и каталогами в другой раздел или на другой носитель. Если раздел является загрузочным, то клонированный раздел тоже будет загрузочным.

### Резервное копирование в виде образа
Образ — точная копия всего раздела или носителя (устройства), хранящаяся в одном файле.

### Резервное копирование в режиме реального времени
Резервное копирование в режиме реального времени позволяет создавать копии файлов, каталогов и томов, не прерывая работу, без перезагрузки компьютера.

### Холодное резервирование
При холодном резервировании база данных выключена или закрыта для потребителей. Файлы данных не изменяются, и копия базы данных находится в согласованном состоянии при последующем включении.

### Горячее резервирование
При горячем резервировании база данных включена и открыта для потребителей. Копия базы данных приводится в согласованное состояние путём автоматического приложения к ней журналов резервирования по окончании копирования файлов данных.

## Схемы ротации
Смена рабочего набора носителей в процессе копирования называется их ротацией. Для резервного копирования очень важным вопросом является выбор подходящей схемы ротации носителей (например, магнитных лент).

### Одноразовое копирование
Простейшая схема, не предусматривающая ротации носителей. Все операции проводятся вручную. Перед копированием администратор задаёт время начала резервного копирования, перечисляет файловые системы или каталоги, которые нужно копировать. Эту информацию можно сохранить в базе данных, чтобы её можно было использовать снова. При одноразовом копировании чаще всего применяется полное копирование.

### Простая ротация
Простая ротация подразумевает, что некий набор лент используется циклически. Например, цикл ротации может составлять неделю, тогда отдельный носитель выделяется для определённого рабочего дня недели. Недостаток данной схемы — она не очень подходит для ведения архива, поскольку количество носителей в архиве быстро увеличивается. Кроме того, инкрементальная/дифференциальная запись проводится на одни и те же носители, что ведёт к их значительному износу и, как следствие, увеличивает вероятность отказа.

### «Дед, отец, сын»
Данная схема имеет иерархическую структуру и предполагает использование комплекта из трёх наборов носителей. Раз в неделю делается полная копия дисков компьютера («отец»), ежедневно же проводится инкрементальное (или дифференциальное) копирование («сын»). Дополнительно раз в месяц проводится ещё одно полное копирование («дед»). Состав ежедневного и еженедельного набора постоянен. Таким образом, по сравнению с простой ротацией в архиве содержатся только ежемесячные копии плюс последние еженедельные и ежедневные копии. Недостаток данной схемы состоит в том, что в архив попадают только данные, имевшиеся на конец месяца, а также в износе носителей.

### «Ханойская башня»
Схема призвана устранить некоторые из недостатков схемы простой ротации и ротации «Дед, отец, сын». Схема построена на применении нескольких наборов носителей. Каждый набор предназначен для недельного копирования, как в схеме простой ротации, но без изъятия полных копий. Иными словами, отдельный набор включает носитель с полной недельной копией и носители с ежедневными инкрементальными (дифференциальными) копиями. Специфическая проблема схемы «ханойская башня» — её более высокая сложность, чем у других схем.

### «10 наборов»
Данная схема рассчитана на десять наборов носителей. Период из сорока недель делится на десять циклов. В течение цикла за каждым набором закреплён один день недели. По прошествии четырёхнедельного цикла номер набора сдвигается на один день. Иными словами, если в первом цикле за понедельник отвечал набор номер 1, а за вторник — номер 2, то во втором цикле за понедельник отвечает набор номер 2, а за вторник — номер 3. Такая схема позволяет равномерно распределить нагрузку, а следовательно, и износ между всеми носителями.
Схемы «Ханойская башня» и «10 наборов» используются нечасто, так как многие системы резервного копирования их не поддерживают.

## Хранение резервной копии
- Лента стримера — запись резервных данных на магнитную ленту стримера;
- «Облачный» бэкап — запись резервных данных по «облачной» технологии через онлайн-службы специальных провайдеров;
- DVD или CD — запись резервных данных на компактные диски;
- HDD — запись резервных данных на жёсткий диск компьютера;
- LAN — запись резервных данных на любую машину внутри локальной сети;
- FTP — запись резервных данных на FTP-серверы;
- USB — запись резервных данных на любое USB-совместимое устройство (такое, как флэш-карта или внешний жёсткий диск).

## Причины утери информации

### Эксплуатационные поломки носителей информации
Описание: случайные поломки в пределах статистики отказов, связанные с неосторожностью, выработкой ресурса, случайным сбоем съёмного носителя. Если важная информация уже потеряна, то можно обратиться в специализированную службу, но надёжность не стопроцентная.
Решение: хранить всю информацию (каждый файл) минимум в двух экземплярах (причём каждый экземпляр на своём носителе данных). Для этого применяются:
- RAID 1, обеспечивающий восстановление самой свежей информации. Файлы, расположенные на сервере с RAID, более защищены от поломок, чем хранящиеся на локальной машине;
- Ручное или автоматическое копирование на другой носитель. Для этого может использоваться система контроля версий, специализированная программа резервного копирования или подручные средства наподобие периодически запускаемого cmd-файла.

### Стихийныеитехногенныебедствия
Описание: шторм, землетрясение, кража, пожар, прорыв водопровода — всё это может привести к потере всех носителей данных, расположенных на определённой территории.
Борьба: единственный способ защиты от стихийных бедствий — держать часть резервных копий в другом помещении. В частности, помогает резервное копирование через сеть на компьютер, расположенный достаточно далеко (или в облачное хранилище данных).

### Вредоносные программы
Описание: в эту категорию входит случайно занесённое ПО, которое намеренно портит информацию — вирусы, черви, «троянские кони». Иногда факт заражения обнаруживается, когда немалая часть информации искажена или уничтожена.
Борьба:
- Установка антивирусных программ на рабочие станции. Простейшие антивирусные меры — отключение автозагрузки, изоляция локальной сети от Интернета, и т. д.
- Обеспечение централизованного обновления: первая копия антивируса получает обновления прямо из Интернета, а другие копии настроены на папку, куда первая загружает обновления; также можно настроить прокси-сервер таким образом, чтобы обновления кэшировались (это всё меры для уменьшения трафика).
- Иметь копии в таком месте, до которого вирус не доберётся — выделенный сервер или съёмные носители.
- Если копирование идёт на сервер: обеспечить защиту сервера от вирусов (либо установить антивирус, либо использовать ОС, для которой вероятность заражения мала). Хранить версии достаточной давности, чтобы существовала копия, не контактировавшая с заражённым компьютером.
- Если копирование идёт на съёмные носители: часть носителей хранить (без дописывания на них) достаточно долго, чтобы существовала копия, не контактировавшая с заражённым компьютером.
- Использование носителей с однократной записью: CD-R, DVD-R, BD-R. Их объём недостаточен для серьёзных применений.

### Человеческий фактор
Описание: намеренное или ненамеренное уничтожение важной информации — человеком, специально написанной вредоносной программой или сбойным ПО.
Борьба:
- Тщательно расставить права на все ресурсы, чтобы другие пользователи не могли модифицировать чужие файлы. Исключение делается для системного администратора, который должен обладать всеми правами на всё, чтобы быть способным исправить ошибки пользователей, программ и т. д.
- Построить работающую систему резервного копирования — систему, которой люди реально пользуются и которая достаточно устойчива к ошибкам оператора. Если пользователь не пользуется системой резервного копирования, вся ответственность за сохранность ложится на него.
- Хранить версии достаточной давности, чтобы при обнаружении испорченных данных файл можно было восстановить.
- Перед переустановкой ОС следует обязательно копировать всё содержимое раздела, на которой будет установлена ОС, на сервер, на другой раздел или на CD/DVD.
- Оперативно обновлять ПО, которое заподозрено в потере данных.

## Затруднения при резервном копировании
Законы об авторском праве и других исключительных правах могут запрещать или ограничивать копирование. Иногда для резервного копирования предусматриваются исключения (см. Свободное использование произведений, ограничения и исключения в области авторского права).
Условия использования проприетарного программного обеспечения и других несвободных произведений также могут ограничивать или запрещать резервное копирование.
Технические меры защиты от копирования затрудняют резервное копирование независимо от законов и условий.